# Берелис, Гунтис
Гу́нтис Бе́релис (латыш. Guntis Berelis; род. 2 июля 1961) — латвийский писатель, журналист и литературный критик, по мнению критики — «наиболее влиятельный латвийский критик и автор блестящей короткой прозы».
Учился на физико-математическом и филологическом факультетах Латвийского университета. Руководил отделом критики литературного журнала Союза писателей Латвии «Karogs». Автор книг «Мифомания» (латыш. Mitomānija, 1989), повести для детей «Агнесса и властелин Тьмы» (латыш. Agnese un Tumsas valdnieks, 1995), сборников эссе «Тишина и слово» (латыш. Klusums un vārds, 1997), «Охота на Минотавра» (латыш. Mīnotaura medības, 1999), сборников статей «История латышской литературы» (латыш. Latviešu literatūras vēsture, 1999), «Не ешь это яблоко. Это произведение искусства» (латыш. Neēd šo ābolu, tas ir mākslas darbs, 2001). В переводах на русский язык (выполненных Андреем Левкиным) публиковался в журналах «Дружба народов», «©оюз Писателей», сетевом журнале «TextOnly». Лауреат Премии имени Клавса Элсбергса (1989), Фонда латвийской культуры (1995) и др.